# Affra
Affra, ook als Afra geschreven (Arabisch: افرا), is een klein dorp in de regio Zagora in het zuiden van Marokko. Het dorp telt 8.939 inwoners in 2014 en ligt rond Draa vallei.